# Debar Mountain Wild Forest
La Debar Mountain Wild Forest est une réserve forestière américaine située dans le comté de Franklin, dans l'État de New York. Elle fait partie du parc Adirondack, dans les Adirondacks.
La Debar Mountain Wild Forest abrite deux tours de guet inscrites au Registre national des lieux historiques durant les années 2000, l'Azure Mountain Fire Observation Station et la Loon Lake Mountain Fire Observation Station.